# Norma Bengell
Norma Aparecida Almeida Pinto Guimarães D'Áurea Bengell (ngày 21 tháng 2 năm 1935 – ngày 9 tháng 10 năm 2013), là diễn viên, ca sĩ, biên kịch và đạo diễn phim người Brazil.

## Tiểu sử
Norma sinh tại Rio de Janeiro, Brazil. Cha là một người chỉnh đàn piano quốc tịch Đức. Mẹ là một phụ nữ giàu có đến từ Khu phía Nam của Rio de Janeiro. Mẹ bị ông ngoại khinh miệt vì ông không chấp nhận sống với một người đàn ông mà không kết hôn. Do đó Norma phải sống trong điều kiện thiếu thốn ở Copacabana. Năm bà 10 tuổi, cha mẹ bà ly hôn. Vì mẹ cô không có đủ tiền nuôi dưỡng, Norma đã đến sống với cha và ông bà nội ở Đức và học tại một trường đại học nữ tu. Với tính cách hay nổi loạn, bà bị đuổi học, trở về sống với mẹ mình ở Brazil. Sau một thời gian khó khăn vất vả, đầu thập niên 50 của thế kỉ XX, bà bắt đầu làm việc, đầu tiên bà là người mẫu và sau đó trở thành ngôi sao của nhà hát. Từ đó bà phát triển sự nghiệp ca hát của mình.

## Sự nghiệp
Bà bắt đầu tham gia tích cực vào ngành công nghiệp phim ảnh từ năm 1959. Bà xuất hiện trong nhiều bộ phim quốc tế, đóng các bộ phim Ý. Bà hay được chọn làm nhân vật chính mang tính cách lãng mạn. Bà biết đến khi diễn cùng với các diễn viên nổi tiếng như Alberto Sordi trong phim Mafioso (đạo diễn Alberto Lattuada, 1962). Bà đóng bộ phim cao bồi Ý của The Corbucci (đạo diễn Sergio Corbucci, 1967). Bà đóng nhân vật cô gái mại dâm trong phim Keepsel of Promising (1962) của đạo diễn Anselmo Duarte, một bộ phim truyền hình Brazil được đề cử giải Oscar cho Phim nói tiếng nước ngoài hay nhất năm 1963 và giành giải Cành cọ vàng tại Liên hoan phim Cannes năm 1962. Đầu năm 1962 xảy ra vụ tranh cãi lớn khi bà xuất hiện trong một cảnh khỏa thân của bộ phim Os Cafajestes, đạo diễn Ruy Guerra.
Năm 1987, bà đạo diễn phim, Eternamente Pagu, một bộ phim nói về cuộc đời của Patrícia Galvão. Đó là lần đầu tiên bà làm đạo diễn. Năm 1996, bà đạo diễn phim The Guarani dựa trên tiểu thuyết cùng tên của José de Alencar.

## Qua đời
Ngày 9 tháng 10 năm 2013, Norma qua đời do ung thư phổi, thọ 78 tuổi.